# Taiko no Tatsujin DS
Taiko no Tatsujin DS (aussi appelé Taiko no Tatsujin DS : Touch De Dokodon) est le premier jeu de la série Taiko no Tatsujin porté sur la console portable de Nintendo, la Nintendo DS/DS Lite.
Le jeu est sorti en 2007.

## Système de jeu
Le jeu est vendu avec 2 stylets (un rouge et un bleu) qui remplacent les baguettes des versions arcade et PlayStation 2. Cela ne vous empêche pas de jouer avec un seul stylet, le défi de certaines pistes ne sera que plus intéressant.
Le principe du jeu est simple :
- sur la partie supérieure de l'écran défilent des ronds rouges et bleus ;
- sur la partie inférieure de l'écran, un taiko (tambour japonais) sur lequel vous devez taper soit dessus (pour les ronds rouges), soit à côté (pour les ronds bleus) ;
- une jauge de réussite, rouge/jaune/blanc.

Pour chaque rond bien joué, vous gagnez des points. À l'inverse, pour chaque rond non joué, la jauge diminue.
Il y a 2 types de récompenses :
- la couronne d'argent, quand vous dépassez la barre de réussite et passez dans le jaune/blanc ;
- la couronne d'or, quand vous faites un Full Combo (tous les ronds de bien joués).

Plusieurs trophées vous attendent :
- le trophée des 30 couronnes ;
- le trophée des 60 couronnes ;
- le trophée des 100 couronnes ;
- le trophée de toutes les couronnes.

Il existe d'autres récompenses qui permettent au joueur de personnaliser son Taiko.